# 张昆桐
张昆桐（1942年11月—），中华人民共和国政治人物、罪犯。
毕业于北京工业大学。1988年6月任河南省建设厅副厅长，1994年11月任厅长，1998年当选为第九届全国人大代表。2001年3月，因受贿、挪用公款罪被判处无期徒刑。他的前任厅长曾锦城也是受贿罪下狱。